# خاتون (آلبوم)
 خاتون نام یک آلبوم موسیقی اثر  خشایار اعتمادی، هنرمند ایرانی است که در سبک پاپ تهیه شده و دارای ۸ آهنگ است.

## فهرست آهنگ‌ها
| ردیف | آهنگ        |
| ۱    | غوغا        |
| ۲    | پروانگی     |
| ۳    | شب و شبنم   |
| ۴    | عکس تو      |
| ۵    | ای عشق      |
| ۶    | خاتون       |
| ۷    | فطرت آینه   |
| ۸    | قصه بی‌وفایی |